# Daniel Kelly (Leichtathlet)

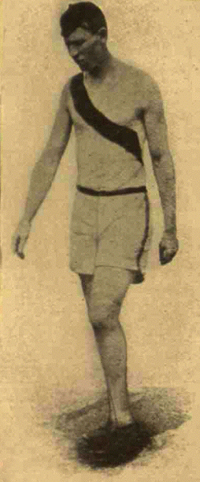
Daniel Kelly 1908

Daniel Kelly (Daniel Joseph „Dan“ Kelly; * 1. September 1883; † 9. April 1920 in Fernie, Kanada) war ein US-amerikanischer Weitspringer und Sprinter.
Im Mai 1906 stellte der Student der University of Oregon mit 7,37 m eine Jahresweltbestleistung im Weitsprung auf. Einen Monat später stellte er über 100 Yards (9,6 s) und 220 Yards (21,6 s) den Weltrekord ein. 1907 wurde er US-Meister im Weitsprung.
Bei den Olympischen Spielen 1908 in London gewann er mit 7,09 m die Silbermedaille hinter seinem Landsmann Frank Irons und vor dem Kanadier Calvin Bricker (7,08 s).